# Demone
(Inni orfici, Profumo degli astri-aromi 1-2)

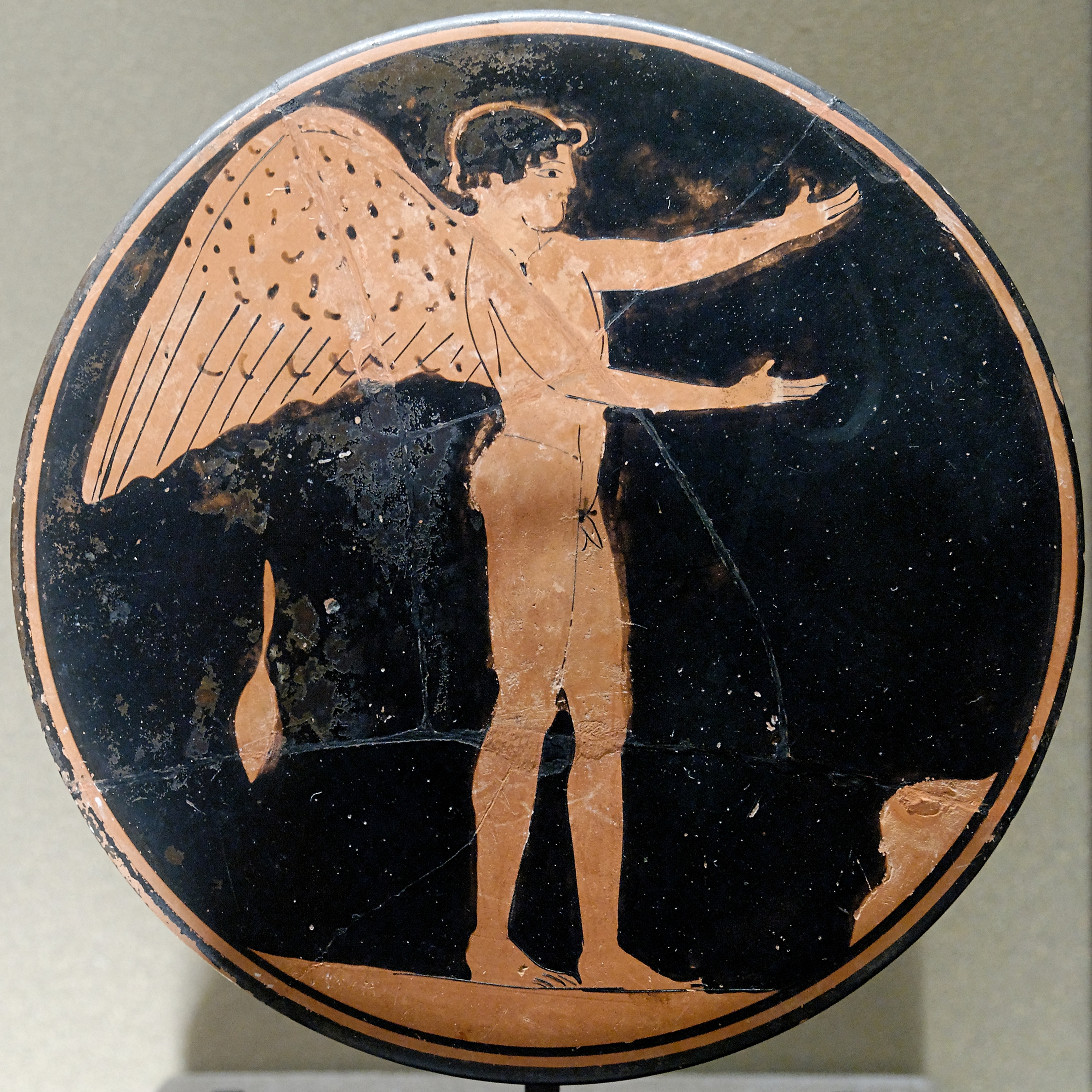
Eros attico in una immagine del V secolo a.C. conservata nel Museo del Louvre. Eros è, nel Simposio di Platone, un demone intermediario tra gli uomini e gli dèi. Dio primordiale, è raffigurato con le ali per la sua capacità di elevarsi dal mondo terreno alla sfera celeste.

Un dèmone (AFI: /ˈdɛmone/, dal greco antico δαίμων?, daímon, "essere divino") è un essere che si pone a metà strada fra ciò che è divino e ciò che è umano. Nella cultura religiosa greco-antica ha funzione di ostacolo tra queste due dimensioni; nella filosofia greca, ha invece funzione di intermediario tra l'uomo e il divino.

## Storia

### Socrate
Socrate riferisce di un δαιμόνιον daimònion o "guida divina" che lo assiste spesso in ogni sua decisione. Si tratterebbe di una sorta di coscienza morale che si rivela progressivamente come forma di delirio e di ispirazione divina, una voce identificabile come l'autentica natura dell'anima umana, la sua ritrovata coscienza di sé. In base alla testimonianza di Platone, il daimon di cui parla Socrate consiste infatti in una presenza divina, simile a un nume tutelare, che si fa avvertire in lui tramite segni per stimolare la sua ragione a eseguire la scelta più adatta, ma non tanto per indurlo a compiere certe azioni, quanto piuttosto per distoglierlo:
(Apologia di Socrate, 31 d)
Attraverso il daimon Socrate riesce così a esprimere il sommo grado della sua tipica ironia anche nella dimensione religiosa.

### Platone e Senocrate
In Platone il demone Eros, figlio di Penia e di Poro, è quella forza demonica che consente all'uomo di elevarsi verso il sovrasensibile.
Così nel Simposio di Platone viene narrato l'insegnamento su Eros impartito da Diotima a Socrate:
(Platone, Simposio 202, D-E)
Con Senocrate viene analizzata la figura del demone ripresa dall'opera di Platone. I dèmoni per Senocrate sono sempre esseri intermediari tra gli uomini e gli dèi, sono più potenti degli uomini ma meno degli dèi. A differenza di questi ultimi che sono sempre buoni, tra i dèmoni ve ne sono anche di cattivi. Quando gli antichi miti narrano di divinità in lotta fra loro coinvolti in passioni umane essi, per Senocrate, parlano di dèmoni non di dèi. I dèmoni hanno un posto di rilievo sia negli atti cultuali sia negli oracoli. I dèmoni infine corrispondono ad anime umane liberate dai corpi dopo la morte, permanendo in loro il conflitto tra bene e male, essi lo trasferiscono dalla Terra al mondo celeste.
Le stesse tesi di Senocrate si possono ritrovare nel testo De deo Socratis di Apuleio.

### Stoicismo
Anche gli Stoici sostengono l'esistenza dei dèmoni come di esseri che vigilano sugli uomini condividendone i sentimenti. Così Diogene Laerzio:
(Diogene Laerzio, Vite e dottrine dei filosofi illustri Libro VII, 151)
Marco Aurelio indica come demone l'anima intellettiva che va curata e privata di turbamenti:
(Marco Aurelio, Colloqui con sé stesso Libro III, 16)

### Medio e neo-platonismo
Con il medioplatonismo la figura del demone si connota in modo sempre più articolato e viene inserita come terzo aspetto della gerarchia del divino dopo il dio supremo e gli dèi secondari. Così Plutarco:
(Plutarco, Iside e Osiride, 25)
Alessandro d'Afrodisia sostiene che il daimon di ogni uomo consiste nella sua stessa natura.
Nel neoplatonismo, Plotino affida al «daimon che ci è toccato in sorte» il compito di guidarci nell'ascesa al soprasensibile, tramite la forza dell'eros e della bellezza. Poiché il pensiero cosciente e puramente logico non è sufficiente, si tratta anche in questo caso di un'ispirazione mistica, della scintilla di uno spirito divino grazie a cui è possibile elevarsi dalla dimensione materiale a quella intellegibile. Secondo Porfirio lo stesso Plotino era assistito «da uno di questi demoni che sono prossimi agli dèi».

### Mutamento di significato
Il vocabolario cristiano riprese il significato di "demone" come figura intermedia che influisce maleficamente sugli uomini e la loro vita: il termine finì per designare lo spirito maligno (demonio), che divenne oggetto di studio della demonologia. In termini positivi, tuttavia, il significato di daimon può venire accostato per certi versi all'angelo custode, o alla nozione di guida o genio tutelare.